# Kiriszy-Zawodskaja
Kiriszy-Zawodskaja (ros. Кириши-Заводская) – towarowa stacja kolejowa w miejscowości Kiriszy, w rejonie kiriskim, w obwodzie leningradzkim, w Rosji. Położona jest na odgałęzieniu linii Mga – Budogoszcz.
Stacja obsługuje rafinerię ropy naftowej Kinief.